# Platja de Ribón
La platja de Ribón, coneguda també com a Platja de Los Cuervos està situada en l'occident del Principat d'Astúries (Espanya), en el concejo de Valdés i pertany a la localitat de Ribón.
Forma part de la Costa Occidental d'Astúries i està emmarcada dins del Paisatge Protegit de la Costa Occidental d'Astúries.

## Descripció
Té forma de petxina, la longitud mitjana és d'uns 160 m i una amplària mitjana d'uns 20-25 m. El seu entorn és rural, amb un grau de perillositat és mitjà. El jaç és de sorra torrada de gra mitjà. L'accés és difícil i inferior a 500 m però des d'aquesta localitat té uns accessos molt complicats i perillosos. Té la desembocadura d'un riu cap a la meitat de la platja i l'únic illot existent està a l'esquerra.
El poble més proper és el de Ribón. Per arribar a les proximitats de la platja es recomana portar pantalons llargs i fort. L'activitat recomanada és la pesca esportiva a canya